# روبرت أ. جرانت
روبرت أ. جرانت (بالإنجليزية: Robert A. Grant) (و. 1905 – 1998 م) هو سياسي، ومحام، وقاضي من الولايات المتحدة الأمريكية .
وهو عضو في الحزب الجمهوري .

## التعليم
تعلم في نوتردام.